# Число на Авогадро
Числото на Авогадро (константа на Авогадро) определя броя на структурните (градивни) единици (атоми, молекули, йони) в 1 mol вещество. Означава се с {\displaystyle N_{A}}. По-рано се е дефинирало с броя на атомите в точно 12 g чист изотоп на въглерод-12 (12С).
Константата на Авогадро в Международната система единици SI, съгласно измененията в определенията на основните единици от SI, е цяло число, точно равно на
NA ≡ 6,022 140 76×1023 mol−1.
В края на 2011 г. на XXIV Генерална конференция по мерки и теглилки единодушно е прието предложението да се определи молът в бъдещата версия на Международната система единици (SI) по такъв начин, че да се избегне неговата връзка с определението за килограм. Предполагало се е, че молът през 2018 г. ще бъде определен въз основа на число на Авогадро, на което ще бъде присвоена точна стойност без грешка, въз основа на резултатите от измерванията, препоръчани от CODATA. До 20 май 2019 г. числото на Авогадро е било измервана величина, а не приемана по определение. През 2015 г. след най-прецизни измервания е получена препоръчителна стойност на числото на Авогадро: NA = 6,022 140 82(11)×1023 mol−1, определена в резултат от усредняване на резултатите от различни измерения.

## Закон на Авогадро
През 1811 г. Амедео Авогадро изказва хипотезата, че при еднакви температури и налягане в равни обеми идеален газ се съдържат еднакъв брой молекули. Той не е могъл да изчисли точната стойност на този брой, но е разбирал, че това трябва да бъде много голяма величина. По-късно е установено, че тази хипотеза е необходимо следствие от кинетичната теория на газовете, и днес е известна като закон на Авогадро. Той гласи:
Един мол от какъвто и да е идеален газ при еднакви температура и налягане заема един и същ обем.

## Стандартен моларен обем
Според закона на Авогадро един мол идеален газ при нормални условия (T = 273,15 K, P = 101 325 kPa) има един и същ обем:
Vm = RT/P= 22,413962(13) l/mol,
наричан моларен обем на идеалния газ (тук T е абсолютната температура, P – налягането, R – универсалната газова константа).